# Virágvasárnap

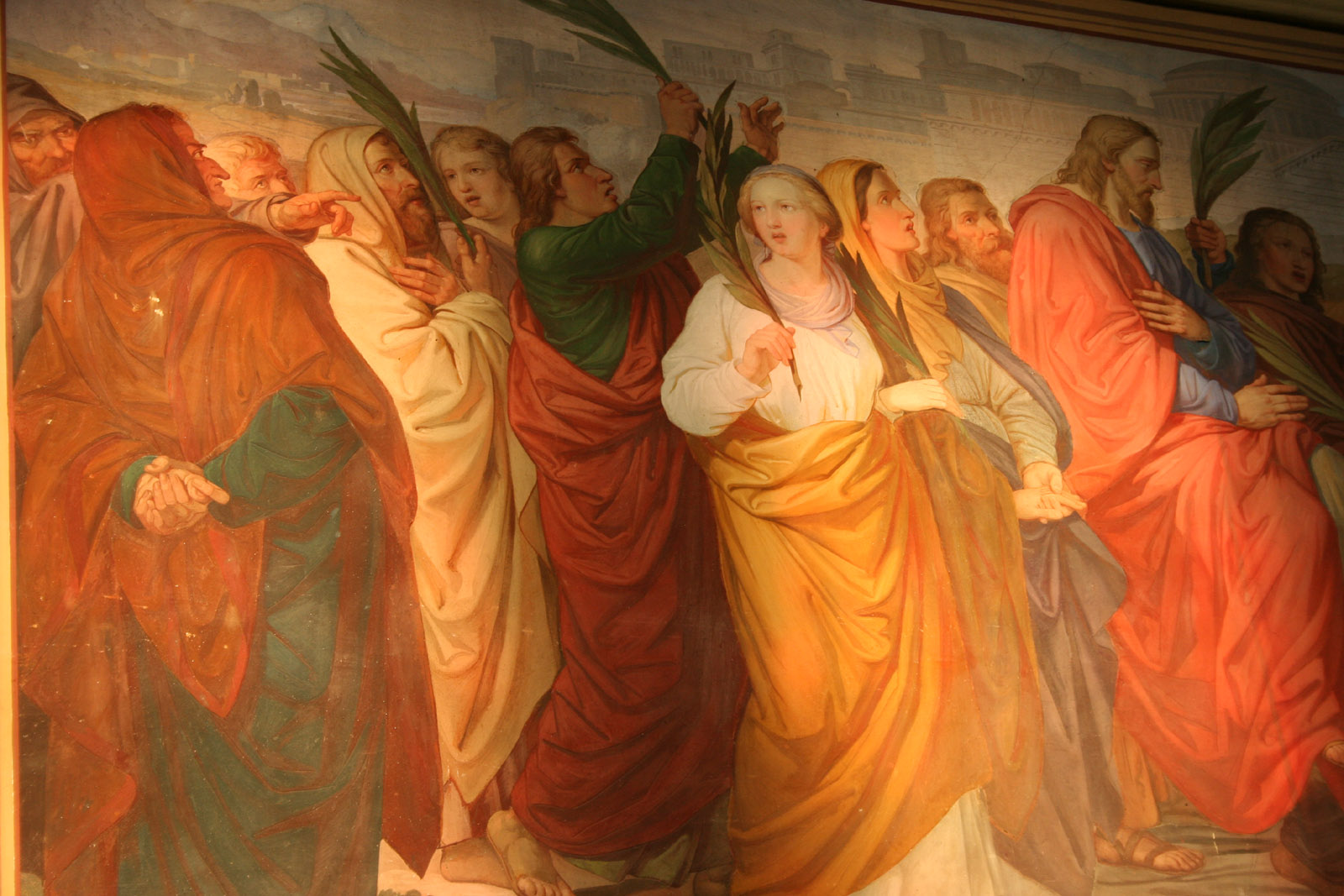
Jézus Krisztus hívei között virágvasárnapon (a zirci plébániatemplom freskója)

Virágvasárnap a húsvét előtti vasárnap neve, a nagyhét kezdete a keresztény ünnepkörben. A húsvét előtti 7. nap, míg a farsangi ünnepkör vége után a 40. nap.
Ezen a napon vonult be Jézus Jeruzsálembe kereszthalála előtti vasárnapon. Az ókorban szokás volt a Közel-Kelet országaiban, hogy az arra méltó személyek útját valamilyen módon befedjék. Az emberek mind a négy evangélium szerint megadták Jézus Krisztusnak ezt a tiszteletet. Máté, Márk és Lukács szerint a felsőruháikat az útra terítették és gallyakat vágtak a fákról, János az egyedüli, aki pálmaágakról számol be.
A nyugati keresztény egyházak liturgiájában e kiemelten fontos vasárnap legkorábban március 15., legkésőbb április 18. dátumra eshet a Gergely-naptár szerint. A katolikusoknál a nagyböjt utolsó, legfontosabb hetének kezdete: a napján a templomban barkaszentelést (a magyar néphagyomány szerint rontás, betegség, vihar, jégeső ellen), barkás bevonulást vagy körmenetet szoktak tartani.
A keresztény kultúra országaiban ez kiemelten fontos ünnep, melynek hagyományára gazdag népszokáskincs épült.

## Neve
A pálma a győzelem és a diadal jelképe. Ezért az ünnep neve több nyelven pálmavasárnap (latinul: Dominica palmarum, németül: Palmsonntag, olaszul: Domenica delle Palme stb.). Mivel az európai országok többségében nincsenek pálmák, az ünnepléskor a pálmaágakat itt gyakran tiszafa, fűzfa vagy más fák ágaival helyettesítették. Az ünnepet például angol nyelvterületen ezért a Palm Sunday-on kívül Yew Sunday („tiszafavasárnap”) vagy egyszerűen Branch Sunday („ágvasárnap”) neveken is ismerik. Virágvasárnapnak a magyarokon kívül többek között az örmények, csehek, szlovákok, szlovének, és igen hasonló módon a horvátok (Cvjetnica), szerbek (Цвети), valamint a makedónok (Цветници) nevezik.

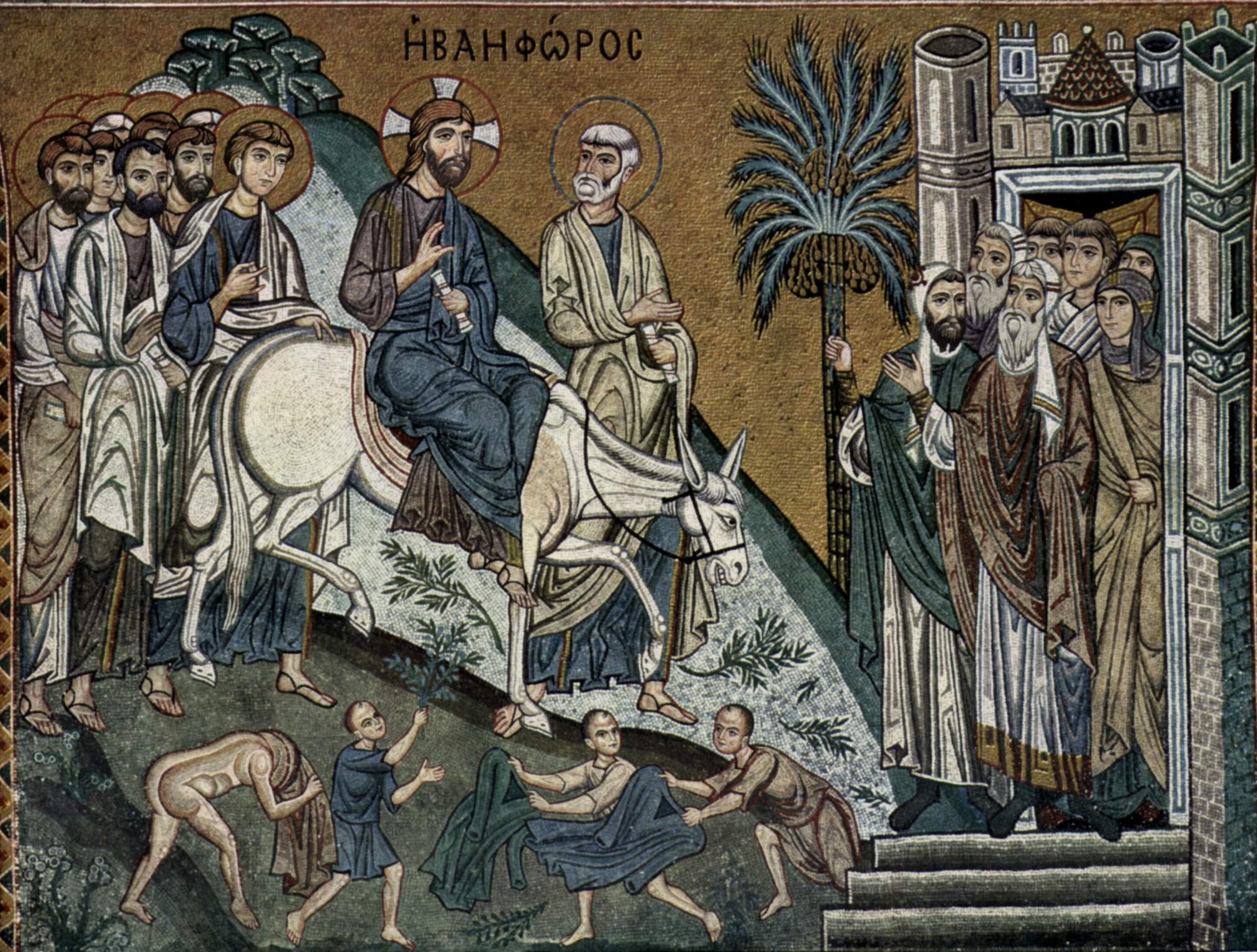
Jézus bevonulása a palermói Capella Palatina mozaikján

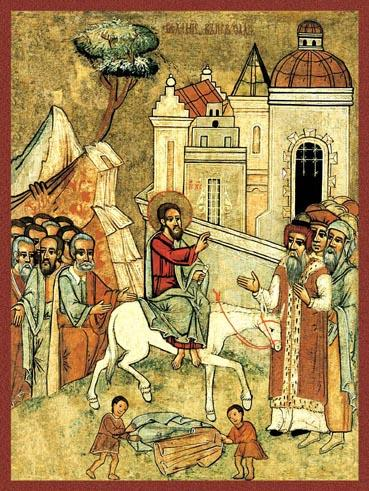
Jézus bevonulása Jeruzsálembe (ikon)

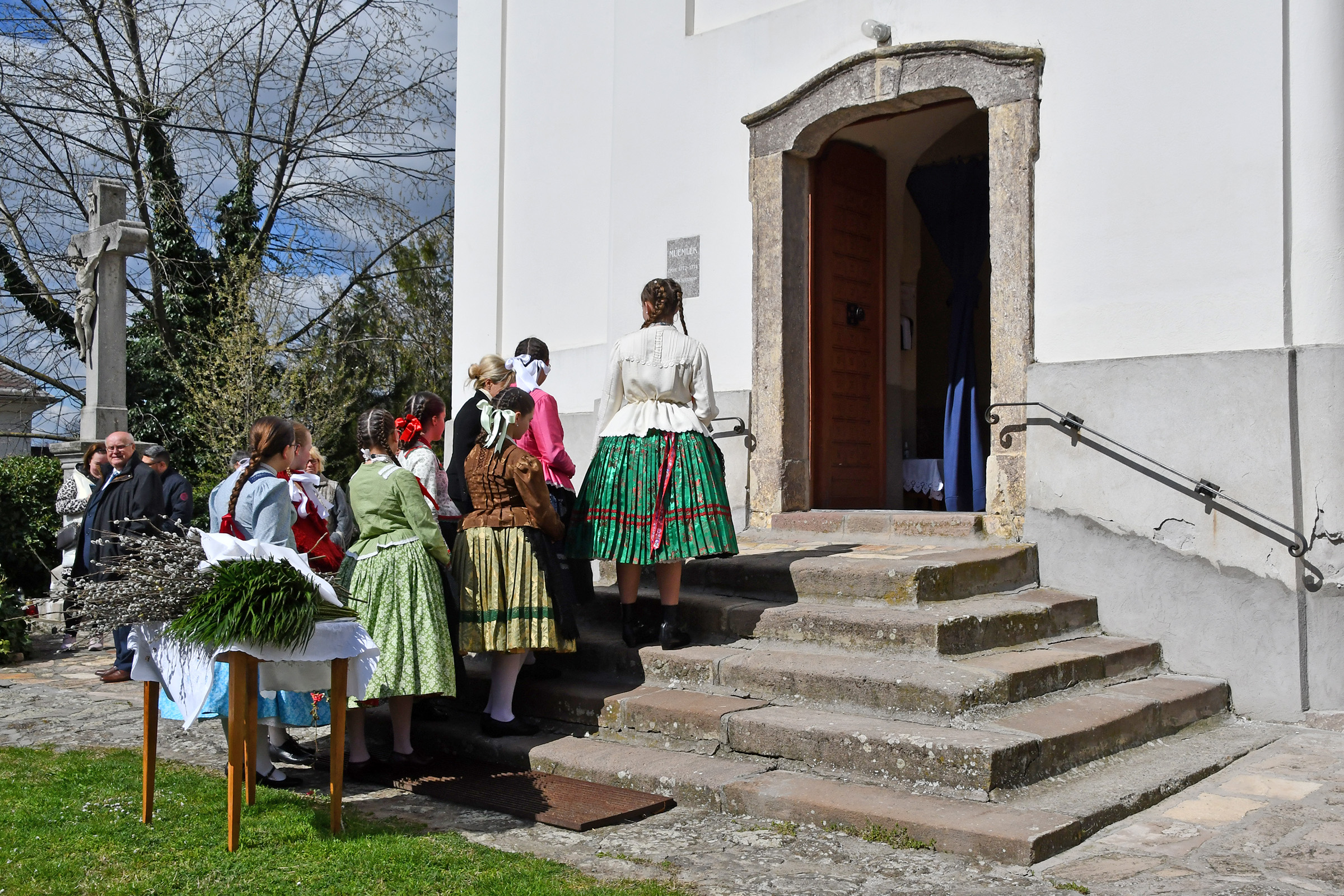
Virágvasárnap a Heves megyei Ecséden, a templom előtt felszentelésre váró barkákkal

## Története
A virágvasárnap megünneplésének szokásai a bibliai elemek mellett a jeruzsálemi egyház liturgiájából erednek.
Jézus bevonulásának útvonala a Biblia szerint Betániából az Olajfák hegyén és a Kedron patak völgyében vezető országúton át, majd az Aranykapun keresztül vezetett, célja pedig a jeruzsálemi templom volt. Szintén a Bibliában olvasható, hogy szamárháton érkezett, és a nép ünnepléssel fogadta. Mind a négy evangélium említi, hogy a „Hozsanna Dávid fiának” felkiáltással fogadták, ami a 118. zsoltár fényében egyértelműen teszi, hogy a „messiás királyt”, a római uralom alól való felszabadítót várták benne. A szamárháton való érkezés, valamint a templom mint cél ugyanakkor egy szolgáló, papi messiásképre utal; a királyi messiásmodellt Jézus távolságtartással kezelte, és nem kívánt azonosulni a politikai felhangokkal.
A jeruzsálemi egyház virágvasárnapi hagyománya jól dokumentáltan a 4. századtól, a szentföldi zarándoklatok megsokasodásával terjedt el. Az a hagyomány, hogy a virágvasárnapi bevonulás szereplői a gyermekek, valószínűleg szintén a jeruzsálemi egyház liturgiájából ered. Felnőttek keresztelésére évente kétszer – vízkeresztkor és húsvétkor – került sor, így a virágvasárnapi ünnepen az ujjongó népet a keresztelésre várók jelképezték, őket pedig a görög egyházi nyelv „gyermekeknek” nevezte. A körmenet szokása is innen terjedt el, és vált nyugaton is általánossá a 6. századtól.

## Liturgiája
A katolikus egyházban korábban a vasárnapi szentmiséket reggel vagy délelőtt tartották, mivel szombat éjféltől szentségi böjt volt érvényben. A virágvasárnapi körmenet evangéliuma a jeruzsálemi bevonulásról szól. A zsidók által várt földi messiáskirály képpel élesen szemben állván a szentmise Jézus Krisztus szenvedését mutatja.
A liturgikus reform nyomán ma már a nap bármely szakában lehet szentmisét tartani, az ünnep hivatalos neve magyarul „Urunk szenvedésének vasárnapja” lett (nem teljesen felel meg a latin Dominica in palmis de passione Domininek). Az olvasmányos és énekrendje szinte változatlan: Szent Pál filippiekhez írt levelét, a 21. zsoltárt és Jézus Krisztus kínszenvedését Máté, Márk vagy Lukács (régebben csak Márk) szerint tartalmazza.  
A liturgia olvasmányai bemutatják a bevonuló messiáskirályt, aki az „Úr nevében jő” és akinek a több száz évvel korábban leírt 21. zsoltár szerinti szenvedéseket kellett átélnie, a szenvedéstörténetet, ahol mindez beteljesedik, Szent Pál pedig pünkösd utáni hittel foglalja össze az üdvösség történeti értelmét.  
A legrégebbi gregorián kódexek, az órómai graduale, a tridenti, valamint az esztergomi énekrend azonosan a következő tételeket tartalmazza:
- Introitus: Domine ne longe - Uram, ne távoztasd el (21. zsolt. 20, 22)
- Graduale: Tenuisti manum - Te tartottad az én jobbomat (72. zsolt. 24,1-3.)
- Tractus: Deus, Deus meus - Istenem, Istenem (21. zsolt. 2-9, 18, 19 ,22 ,24 ,32)
- Offertorium: Improperium exspectavit - A gyalázat megtörte szívemet […], ételembe epét kevertek, szomjúságomban ecettel itattak (68. zsolt. 21-22)
- Communio: Pater si non potest - Atyám, ha nem lehet, hogy elmúljon (Mt. 26;42)

A jelenleg érvényben lévő Graduale Romanum a belépő új olvasmány miatt a Deus, Deus meus traktust az első olvasmány utánra helyezi át, az evangélium előtt pedig a Christus factus est (Fil. 2; 8, 9) gradualét veszi.   
A barokk korban terjedt el, hogy délután – a nagyhétre való készületként – oratóriumokat, passiókat adtak elő, a középkortól elterjedt népi misztériumjátékok részeként. Elterjedt, hogy a szentmise evangéliumát, a passiót is – melynek olvasója csak kivételes esetben nem diakónus vagy pap – dramatizálva adták elő. 
A körmenet gyakorlata változott. Eredetileg valahol a templomon kívül találkoztak, majd a barkák megáldása után vonultak a templomba, jelképezve Jézus bevonulását. Hivatalosan ma is a templomon kívül kell kezdeni a körmenetet, de ez nem mindig van így.

## Népszokások
A magyar népszokáskincsben a virágvasárnaphoz kapcsolódott többek közt a barkaszentelés, a „Bújj, bújj, zöld ág” kezdetű játék vagy a palóc kiszehajtás.

## A művészetben
- Csoóri Sándor Virágvasárnap című verse
- Virag vasarnapi processiora című körmeneti ének az 1674-ben Kassán megjelent Cantus catholici gyűjteményben
- Kurt Vonnegut is írt egy beszédeket, esszéket, ismertetőket tartalmazó Virágvasárnap című könyvet.
- Gyöngyössy Imre rendezte Virágvasárnap című film 1969-ből.